# Quoya loxocarpa
Quoya loxocarpa là tên của một loài thực vật có hoa thuộc họ hoa môi và là loài đặc hữu của phía Tây và phía Bắc nước Úc. Nó là loài cây mọc thành bụi, có nhiều nhánh đan vào nhau. Khi lá còn non sẽ có hình thuôn dài, có lông tơ, khi đã già thì chúng có thể có hình dáng thuôn dài như còn non hay hình elip, bên cạnh đó còn có hình gần như là hình tròn, không có lông tơ. Hoa có màu hồng trắng, bên trong có những đốm màu tím. Cuống hoa có lông mọc bao quanh giống như là một chiếc khăn bằng len.
Mùa hoa là từ tháng 7 đến tháng 11 và sẽ cho ra quả có hình oval cong vẫn còn lá đài dính với nó có đường kính từ 2,5 đến 3mm
.

## Phân loại và đặt tên
Loài này lần đầu tiên được mô tả chính thức vào năm 1860 bởi Ferdinand von Mueller, người đã đặt tên nó là Chloanthes loxocarpa. Mô tả đã được xuất bản trong Fragmenta phytographiae Australiae từ việc quan sát một mẫu vật được Augustus Oldfield thu thập gần sông Murchison. Năm 1917, George Druce đổi tên thành Pityrodia loxocarpa. Nhưng vào năm 2011, Barry Conn và Murray Henwood đổi tên nó thành Quoya loxocarpa và công bố sự thay đổi này trong Australian Systematic Botany. Tên loài loxocarpa có nguồn gốc từ các từ Hy Lạp cổ đại, loxos có nghĩa là "nghiêng" và karpos có nghĩa là "trái cây".. Đại ý là do trái của nó có hình oval như bị cong.

## Phân phối và môi trường sống
Quoya này chủ yếu mọc ở cây bụi ở các vùng ven biển trên cát, trên đá vôi. Tuy nhiên nó cũng được tìm thấy ở các khu vực nội địa gần Wiluna, Carnegie và gần biên giới với miền nam nước Úc với phía Bắc.

## Bảo tồn
Quoya loxocarpa được phân loại là "không bị đe dọa" bởi Department of Parks and Wildlife của chính phủ Tây Úc.